# Ocalea badia
Ocalea badia är en skalbaggsart som beskrevs av Wilhelm Ferdinand Erichson 1837. Ocalea badia ingår i släktet Ocalea, och familjen kortvingar. Arten är reproducerande i Sverige.